# Черити, Реубен
Реубен Четачукву Черити (англ. Reuben Chetachukwu Charity; род. 25 декабря 2000 года) — нигерийская футболистка, нападающая нигерийского клуба «Байэлса Куинз».

## Карьера
Воспитанница ФК «Риверс Энджелс».
После перехода в основную команду «Ибом Энджелс» в 2015 году Черити забила шесть голов в Чемпионате Нигерии.
Участвовала в составе молодёжной сборной Нигерии в молодёжном чемпионате мира 2016 года.
В 2018 году перешла в клуб «Байэлса Куинз». В феврале 2018 года она была номинирована Федерацией футбола Нигерии на звание лучшего игрока года 2017 года. В мае 2018 года она была номинирована как лучший игрок Чемпионата Нигерии 2017 года на Nigeria Pitch Awards, но проиграла награду Рашидат Аджибаде.
В 2019 году Черити стала игроком казахстанского клуба «БИИК-Казыгурт», в конце 2020 года вернулась в «Байэлсу».